# Jassans-Riottier
Jassans-Riottier település Franciaországban, Ain megyében. Lakosainak száma 6315 fő (2022. január 1.). Jassans-Riottier Beauregard, Frans, Saint-Bernard, Saint-Didier-de-Formans, Anse és Villefranche-sur-Saône községekkel határos.

## Népesség
A település népességének változása:
| Lakosok száma | 2190 | 3830 | 4609 | 5879 | 6254 | 6190 | 6339 | 6346 | 6337 | 6315 |
|               | 1968 | 1982 | 1990 | 2006 | 2013 | 2015 | 2017 | 2019 | 2020 | 2022 |